# Epitoxis amazoulella
Epitoxis amazoulella är en fjärilsart som beskrevs av Embrik Strand 1917. Epitoxis amazoulella ingår i släktet Epitoxis och familjen björnspinnare. Inga underarter finns listade i Catalogue of Life.